# مسالك الأبصار في ممالك الأمصار
مسالك الأبصار في ممالك الأمصار هو كتاب للمؤرخ شهاب الدين أحمد بن فضل الله العمري.

## المحتويات
- الجزء الأول: المسالك والآثار والأقاليم
- الجزء الثاني: تابع الأقاليم والبحار والقبلة والطرق
- الجزء الثالث: ممالك الشرق الإسلامي والترك ومصر والشام والحجاز
- الجزء الرابع: ممالك اليمن والحبشة والسودان وإفريقيا والمغرب والأندلس وقبائل العرب
- الجزء الخامس: القراء والمحدثون
- الجزء السادس: طبقات الفقهاء وأصحاب المذاهب الإسلامية
- الجزء السابع: أصحاب النحو واللغة والبيان
- الجزء الثامن: مشاهير الفقراء والصوفية
- الجزء التاسع: مشاهير الحكماء والأطباء والفلاسفة
- الجزء العاشر: أصحاب الموسيقى والغناء
- الجزء الحادي عشر: مشاهير الوزراء
- الجزء الثاني عشر: كتاب الإنشاء المشارقة
- الجزء الثالث عشر: كتاب الإنشاء المغاربة والخطباء
- الجزء الرابع عشر: شعراء العصر الجاهلي والأموي والعباسي
- الجزء الخامس عشر: تتمة شعراء العصر العباسي
- الجزء السادس عشر: شعراء العصر العباسي الثاني
- الجزء السابع عشر: تتمة شعراء العصر العباسي الثاني
- الجزء الثامن عشر: شعراء مصر
- الجزء التاسع عشر: تتمة شعراء مصر
- الجزء العشرون: الحيوان والنبات
- الجزء الحادي والعشرون: الأعشاب
- الجزء الثاني والعشرون: تتمة الأعشاب والمعادن والأحجار
- الجزء الثالث والعشرون: الأديان والمذاهب - مبدأ العالم ونشوء الخليقة - السيرة النبوية - آل أبي طالب والخلفاء الراشدون
- الجزء الرابع والعشرون: دولة الحسنيين والحسينيين-الدولة العباسية-الدولة الأموية-الدولة الأموية في الأندلس حتى 132هـ
- الجزء الخامس والعشرون: الحكام والملوك قبل الإسلام - حوادث تاريخ الإسلام من 1 - 160هـ
- الجزء السادس والعشرون: 161 - 540 هـ
- الجزء السابع والعشرون: 541 - 744 هـ